# Fokföldi szula
A fokföldi szula (Morus capensis) a madarak (Aves) osztályának a szulaalakúak (Suliformes) rendjébe, ezen belül a szulafélék (Sulidae) családjába tartozó faj.

## Előfordulása
Afrika déli tengerparti részein honos. Kóborlásai során eljut Dél-Amerikába és Ausztráliába is.

## Megjelenése
Testhossza 84-94 centiméter, szárnyainak fesztávolsága 171-185 centiméter, testtömege 2600 gramm.

## Életmódja
Kisebb halakkal táplálkozik.

## Szaporodása
Nagy telepekben a tengerparton fészkel. 
|  |  |